# Justus Hollatz
Justus Hollatz (n. Hamburgo, Alemania, 21 de abril de 2001) es un baloncestista alemán que pertenece a la plantilla del Bayern de Múnich de la Basketball Bundesliga y es internacional con la Selección de baloncesto de Alemania. Con 1,91 metros de estatura, juega en la posición de base.

## Trayectoria deportiva
Siendo muy joven, Justus alternaría la práctica del fútbol con el baloncesto, de hecho, con apenas 12 años tuvo la oportunidad de entrar en la escuela del F.C. San Pauli, pero se decantó por el baloncesto.
Justus debutó en la temporada 2017-18 en el SC Rist Wedel de la ProB, la tercera división del país germano. En mayo de 2019, firmó su primer contrato profesional con el Hamburg Towers de la Basketball Bundesliga alemana.
En las temporadas 2019-20 y 2020-21, alternaría participaciones con el SC Rist Wedel y el Hamburg Towers.
En la temporada 2021-22, en las filas del Hamburg Towers de la Basketball Bundesliga alemana, promedió 7,5 puntos, 5,3 asistencias y 2,5 rebotes y 8,2 puntos, 4,2 asistencias y 2,1 rebotes por partido en la EuroCup. En las temporadas 2020-21 y 2021-22, fue reconocido mejor jugador joven de la  Basketball Bundesliga. 
El 28 de mayo de 2022, firma por el Club Baloncesto Breogán de la Liga Endesa.
El 14 de junio de 2023, firma por el KK Cedevita Olimpija de la ABA Liga, pero se marchó cedido al Anadolu Efes.
El 24 de enero de 2025 regresa a su país al firmar con el Bayern de Múnich de la Basketball Bundesliga.

## Selección nacional
En febrero de 2021, debutó con la selección de baloncesto de Alemania.
En septiembre de 2022 disputó con el combinado absoluto alemán el EuroBasket 2022, donde ganaron el bronce, al vencer en la final de consolación a Polonia.
Durante agosto y septiembre de 2023 fue integrante de la selección de Alemania que participó en el Mundial de 2023 celebrado en Asia, y que ganó el oro, tras ganar la final ante Serbia.